# Маркевич Микола Андрійович
 Мико́ла Андрі́йович Марке́вич (26 січня [7 лютого] 1804, с. Дунаєць — 9 [21] червня 1860) — український історик, етнограф, фольклорист, поет і композитор.

## Життєпис
Народився в с. Дунаєць, нині Глухівський район, Сумська область, Україна в сім'ї поміщика Андрія Івановича Маркевича (колишнього імперського дипломата в м. Дрезден і м. Константинополь), родовід якого бере початок з вищої гетьманської адміністрації XVII—XVIII ст. Отримав у спадок від батька Івана Андрійовича близько 700 кріпаків, маєток у селі Турівці Прилуцького полку і будинок у Москві. Матір'ю Миколи Андрійовича була графиня Анастасія Василівна Гудович гербу Одровонж.
У 1804–1809-х мешкав у свого діда в с. Полошках (нині Глухівського району), потім у прабаби й у тітки П. І. Скоропадської в с. Дунаєць, а з 1809 — в Сокиринцях (нині Срібнянський район Чернігівської області), у с. Васьківці, згодом (до 1814) в с. Рудівці (нині Прилуцький район Чернігівської області). У чотирирічному віці умів читати й писати російською, французькою й німецькою мовами.
З 21 березня 1814 навчався в приватній школі Павла Білецького-Носенка в селі Лапинці під Прилуками.
У 1817–1820-их навчався в Благородному пансіоні при Головному педагогічному інституті в Петербурзі. Там входив до кола О. С. Пушкіна, І. І. Пущина, В. К. Кюхельбекера, А. А. Дельвіга, Ф. М. Глінки, К. Ф. Рилєєва, О. О. Бестужева.
Перший його вірш був вміщений російським поетом В. А. Жуковським на сторінках журналу «Невскій зритель» (рос. дореф.) 1820 року. Микола Маркевич добре опанував музику, навчився гри на фортепіано у відомого піаніста-віртуоза Джона Філда.
З 1820-го був юнкером Курляндського драгунському полку на військовій службі імператорської армії. Тоді російському поетові В. А. Жуковському Маркевич Микола писав:
|  | Вступивши на службу, я багато втратив часу для наук, але в службі я став поетом. |

На початку 1821 відвідав Кам'янку — центр зустрічей учасників Південного таємного товариства. Служив у штабі 2-ї армії, до якої входив полк, що перебував у Тульчині, де він познайомився з майбутніми декабристами, спілкувався з Павлом Пестелем.
1824-го вийшов у відставку в чині поручника, повернувся до свого маєтку в Україні, за винятком поїздки 1829 до Москви, вже не покидав його до кінця свого життя. Одружився з донькою прилуцького поміщика Уляною Олександрівною Ракович.
У російському журналі «Московскій Телеграфъ» друкує низку власних віршів: Сон-трава, Удавленик, Гетьманство, Мідний бик, Відьма, Русалка та інші, що були схвалені столичними читачами Російської імперії.
1831-го з'явилася перша його книжка, надрукована в Москві під назвою «Украинские мелодии. Сочинение Николая Маркевича»(рос.), в яку ввійшло 36 віршів.
Займався дослідницькою роботою, збирав історичні документи Козацької Доби з метою створення вперше українського енциклопедичного словника, в якому, як він вважав, міг би кожен українець і українка знайти історичні, географічні, статистичні дані про Україну, біографії видатних осіб українського народу. Протягом 10 років створив понад 100 тисяч статей для енциклопедичного словника, систематизувавши це в алфавітному порядку в 30-ти величезних зошитах. Обсяг його роботи, підготовлений до публікації, становив 11 томів по 600 сторінок кожний. Але тому, що у виданні «Энциклопедическій лексиконъ» брали участь деякі «вчені особи Російської імперії», які назвали окремі його українські книжки, опубліковані 1836 в Москві «Большой исторический, мифологический, статистический и литературный словарь Российского государства» (рос.), то він припинив друкувати словник, пізніше жалкував через втрачену можливість публікування. Він писав В. Жуковському:
|  | … я став сивим пишучи свій словник, я посивію зовсім його переписуючи, але видати його я не можу без допомоги російського уряду. |

До всіх своїх творів він сам писав ноти музики. Так видана була збірка в Москві 1840 року «Народные украинские напевы, положенные для фортепьяно Николаем Маркевичем» (рос.). Лев Жемчужников став власником цілої рукописної збірки українських народних пісень і дум з нотами, написаними власноруч М. А. Маркевичем, але які не були надруковані. Лев Жемчужников згадував:
|  | Микола Андрійович часто гостював у Сокиринцях, де йому завжди були раді не тільки рідні, а й знайомі. Бувало входить з люлькою в роті, задоволений і щасливий, кучері його сиві майорять, сам сяє, як сонце, і все навколо нього пожвавлюється. |

У журналі «Библиотека для чтения» його звинуватили в написанні історії «мікроскопічної країни» Малоросії (України), в якій « … не більш як мільйон населення та сорок тисяч розбійного козацького війська». Російський літературний критик Віссаріон Бєлінський навіть виступив публічно проти важливої наукової діяльності Миколи Маркевича:
|  | Малоросія ніколи не була державою, звідси випливає, що і своєї історії в строгому значенні цього слова не мала. |

Микола Маркевич був знайомий із Тарасом Шевченком. І 1847 поклав на музику вірш Шевченка «Нащо мені чорні брови». Шевченко присвятив Миколі Маркевичу вірш «Бандуристе, орле сизий». Тарас Григорович звертався до Миколи Андрійовича за порадами під час створення поеми «Гайдамаки» та під час творчої праці над офортами на історичну тематику.

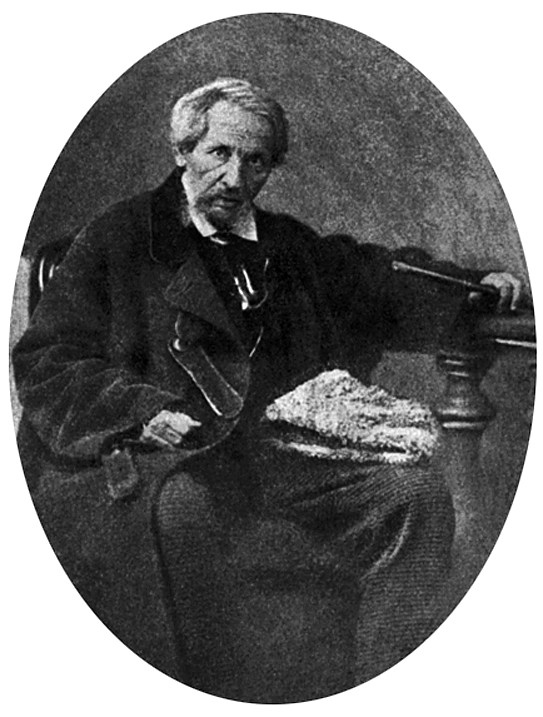
Микола Маркевич в останні роки життя

Після публікації історичної праці «История Малороссии» упродовж майже 15 років не з'явилося жодної друкованої праці Миколи Маркевича.
З 1850-го він почав тяжко хворіти. Друкувати його праці знову почали після смерті імператора Миколи І.
Долучився Микола Маркевич до укладання українського словника, куди увійшло 45 тисяч слів, прислів'я, приказки, казки, пісні, старовинні універсали, листи, літописи, історичні акти. Був відомим колекціонером старовинних історичних документів. Створив у Турівці історичний архів із рідкісними стародруками, історичними манускриптами, гетьманськими універсалами, листами видатних діячів України й Росії, етнографічними конспектами, де домінувала частка оригіналів, що сягала кінця XVI століття. Його провінційний архів налічував 12 тисяч рукописів українською, турецькою, татарською, польською, російською, французькою, німецькою, латинською, грецькою, грузинською, вірменською мовами. Майже половину з них він устиг класифікувати, системно описати і ввести до каталогу. Серед відомих у тому архіві були документи генерального підскарбія Андрія Марковича; документи гетьманів Івана Скоропадського, Кирила Розумовського, Кочубеїв і Гудовичів; матеріали з книгозбірні Петра Рум'янцева в с. Ташані Переяславського повіту.
Микола Маркевич перевіз із Полтави за сприяння Івана Котляревського і полтавського віце-губернатора бібліотеку родичів Іполита Богдановича (400 томів книжок, рукописи, «Келейный Летописец» Дмитра Ростовського) тощо. З маєтку своєї тітки П. І. Скоропадської в с. Дунаєць Глухівського повіту знайдені у коморах дві скрині зі старовинними рукописами також приєднав до того архіву.
1851-го у виданні журналу «Отечественные записки» була поміщена стаття з його проханням надати допомогу в опублікуванні історичних документів з його архіву. Згодом ця колекція документів з історії України XVII–XVIII ст. опинилася в Пашковому домі Рум'янцевського музею міста Москви у фонді рукописних колекцій Російської державної публічної бібліотеки. Вказана редакція журналу в той час зазначала:
|  | М. А. Маркевич є відомим автором «Истории Малороссии», протягом багатьох років він збирав рідкісні рукописні пам'ятники і має тепер у своєму архіві 12000 рукописів, які можуть служити дорогоцінним матеріалом для російської історії. |

Помер після тривалої хвороби і був похований у родовому склепі біля церкви Всіх Святих, у посадженому й виплеканому ним саді на правому березі річки Перевід, навпроти села Турівки (Турівська волость Прилуцький повіт).

## Відгуки
На думку експертів, став першим українським енциклопедистом. Російськими націоналістами був названий «український буржуазний націоналіст», підпадав під заборону большевицької цензури.

## Історичні праці
- История Малороссии [Архівовано 1 березня 2021 у Wayback Machine.] в 5-ти томах, видана в 1842–1843 в м. Москва — основна наукова праця, в якій викладено історію України від найдавніших часів до кінця XVIII ст. Головним джерелом для написання цього твору стала «Історія Русів» та праці Миколи і Дмитра Бантиш-Каменських. Перші два томи не мають наукової цінності; III—V томи, які містять документальні додатки, примітки, опис джерел, списки генеральної старшини та вищого духовенства, хронологічні таблиці, зберігають певне довідкове значення.
- Маркевич Н. А. История Малороссии. Т. 1 / Н. А. Маркевич. — М. : Тип. Августа Семена, при Император. Медико-хирург. Акад., 1842. — 383 с. [Архівовано 7 серпня 2020 у Wayback Machine.] (рос.)
- Первая любовь, подвиги и кончина Тимофея Хмельницкого // Маяк. — 1840. — № 5.
- Мазепа // Маяк. — 1841. — № 23, 24; Там само. — 1842. — № 1.(рос. дореф.)
- Гетьманство Барабаша // Русскій Вѣстникъ. — 1841. — Т. 2.
- Про перших гетьманів Малоросійських (1848)
- Про козаків (1858)
- Науковий інтерес становить зібрана Миколою Андрійовичем колекція документів з історії України XVII–XVIII ст. (зберігається Пашковому домі[ru] Рум'янцевського музею міста Москви у фонді рукописних колекцій Російської державної публічної бібліотеки[5]).

## Етнографічні праці
- Сборникъ малороссійскихъ пѣсенъ (1840)
- Южнорусскія пѣсни (1857)
- Обычаи, повѣрья, кухня и напитки малоросіянъ (1860) — праця опублікована вже після смерті фольклориста. Матеріали, що ввійшли до цього видання, він зібрав у 1820–1830-х без докладної паспортизації.[6]
- О климатѣ Полтавской губерніи. — М., 1850;
- О пчеловодствѣ Полтавской губерніи. — М., 1850;
- Объ овцеводствѣ Полтавской губерніи. — М., 1851;
- Историческое и статистическое описаніе Чернигова. — Черниговъ, 1852;
- О народонаселеніи Полтавской губерніи. — Кіевъ, 1855;

## Художні твори
1831 року видав у Москві поетичну збірку «Українські мелодії», присвячену минулому України.
Одним із перших в українській романтичній поезії витворив образ народного співця («Бандурист»), став першим, хто пов'язав мотив героїзму козацтва з політичною сучасністю України та її національно-визвольними потребами й прагненнями.

## Особисте життя
Мав п'ять синів від шлюбу з Уляною Олександрівною Ракович (1809–1893 рр.):
- Андрій (1830–1907)
- Олександр
- Володимир
- Михайло
- Микола

## Вшанування пам'яті
- У Прилуках є вулиця Миколи Маркевича.
- У с. Дунаєць (на території навчально-виховного комплексу) у серпні 2018 року відкрили пам'ятний знак. Автор знаку глухівський скульптор Геннадій Матюхін[7]
- У Сумах у 2023 році одна з вулиць міста була названа на честь Миколи Маркевича.